# Fiat 850
Der Fiat 850 ist ein Kleinwagen mit wassergekühltem Vierzylinder-Reihenmotor und Heckantrieb, den der italienische Automobilhersteller Fiat von Sommer 1964 bis Mitte 1973 produzierte. Fiat brachte daraufhin im Sommer 1965 auf der gleichen Plattform zusätzliche Karosserievarianten auf den Markt. Außerdem stellten mit der Bodengruppe des 850 zahlreiche unabhängige Karosseriehersteller eigene Fahrzeuge her.

## Technik
Das Modell war nicht vollständig neu entwickelt, sondern eine verbesserte Variante des Fiat 600. Der Radstand wurde zwar nur um 27 mm verlängert, dennoch ergab sich ein erheblich geräumigerer Innenraum. Die auch vorn und hinten verlängerte Karosserie hatte nun Stufen- statt Schrägheck. Der Kofferraum im Bug war wegen des nach hinten verlegten Tanks größer. Zudem war die Lehne der Rücksitzbank umklappbar; dadurch ergab sich zusätzlicher Stauraum. Der Hecktriebsatz befand sich hinter der Hinterachse. Der 850 hatte den Motor des 600, dessen Hubraum allerdings auf 843 cm³ und dessen Leistung auf 25 kW (34 PS) mit Normalbenzin bzw. auf 27 kW (37 PS) mit Superbenzin erhöht wurde. Die Drehrichtung der Kurbelwelle war nun links. Das Fahrverhalten war gegenüber dem 600 verbessert worden, obwohl das Fahrwerk zunächst weitgehend von diesem übernommen wurde. Die Vorderräder waren an oberen Querlenkern und einer Querblattfeder aufgehängt, die Hinterräder an Schräglenkern mit Schraubenfedern. Alle Räder hatten Teleskopstoßdämpfer und je einen Querstabilisator vorn und hinten. Zunächst hatte der 850 an allen Rädern Trommelbremsen.

## Karosserieversionen

### Limousine
Das Volumenmodell war die zweitürige Limousine mit Stummelheck. Sie erreichte je nach Motor eine Höchstgeschwindigkeit von 121 oder 126 km/h.
Im März 1968 erschien eine überarbeitete Version der Limousine mit der Bezeichnung 850 Special. Sie hatte einen 47 PS (35 kW) starken Motor, Scheibenbremsen vorn und Sportlenkrad, und erreichte eine Höchstgeschwindigkeit von 136 km/h.
Durch seine Homologation in der Gruppe 1 bestanden zwischen 1968 und 1975 manchmal die gesamten teilnehmenden Autos der 850er-Klasse aus 850 Specials, und zwar bei Rundstrecken- und Bergrennen und Slaloms.

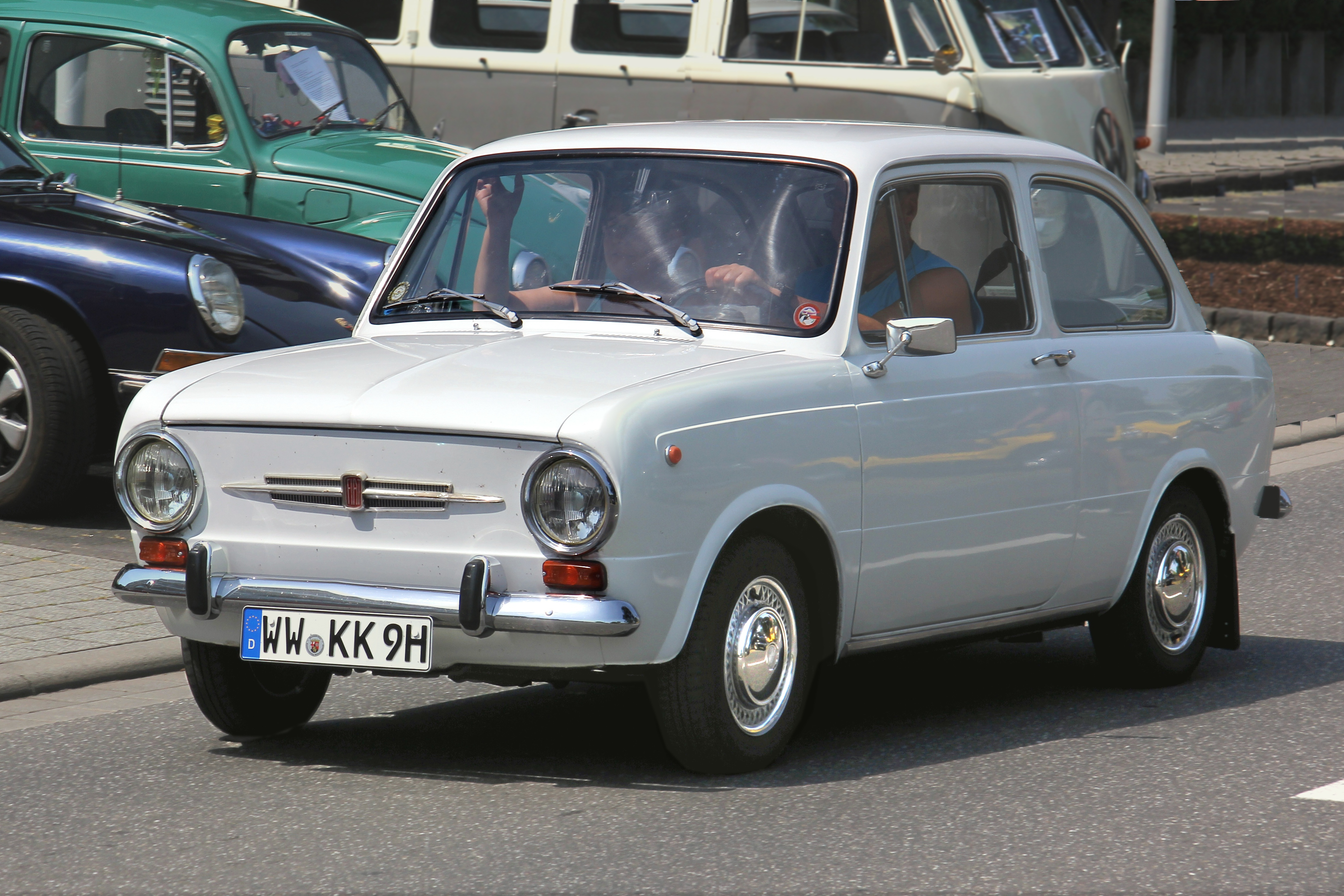
Fiat 850
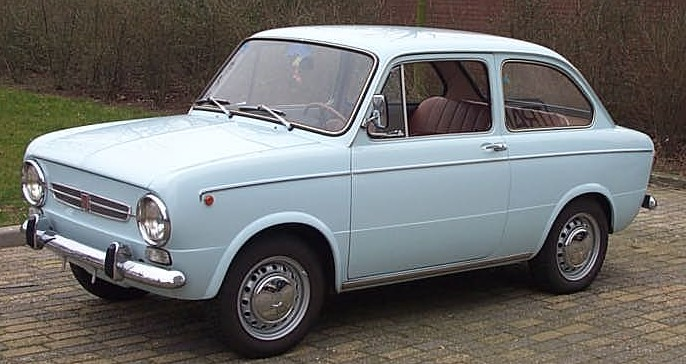
Fiat 850 Special (1968–1972)

### Coupé
Das Coupé wurde erstmals im März 1965 auf dem Genfer Auto-Salon vorgestellt. Um das sportliche Coupé von der Basisversion abzuheben, wurde die Motorleistung erhöht, außerdem die Ausstattung erweitert und den Ansprüchen angepasst. Es erhielt einen Mittelschalthebel, Sportsitze, ein Sportlenkrad, Rundtachometer und auf Wunsch einen Drehzahlmesser. Die vorderen Trommelbremsen wurden durch Scheibenbremsen ersetzt, davon abgesehen war das Fahrwerk mit dem der Limousine identisch. Zunächst hatte das Coupé eine Leistung von 47 PS (35 kW) bei einem Hubraum von 843 cm³; die Höchstgeschwindigkeit betrug 140 km/h.
Im März 1968 überarbeitete Fiat das Coupé und versah es mit stärkeren Motoren mit 903 cm³ und 52 PS (38 kW) (in Deutschland zugelassene Modelle wurden nach der Steuerformel mit 896 cm³ angegeben). Das Auto wurde nun unter der Bezeichnung Sport Coupé geführt. Das Sport Coupé der zweiten Serie hatte Doppelscheinwerfer, runde Doppelrückleuchten und eine Abrisskante am Heck. Die Höchstgeschwindigkeit betrug 148 km/h.
Das Sport Coupé wurde im Frühling 1971 zur dritten Serie weiterentwickelt. Zu den Änderungen gehörten vier gleich große Scheinwerfer mit anders gestaltetem Frontblech und andere Detailmodifikationen. Statt des Holzimitatlenkrades installierte Fiat ein Lederlenkrad. Die Armaturenbretteinsätze wurden eckig und waren nicht mehr mit Holzimitat überzogen.

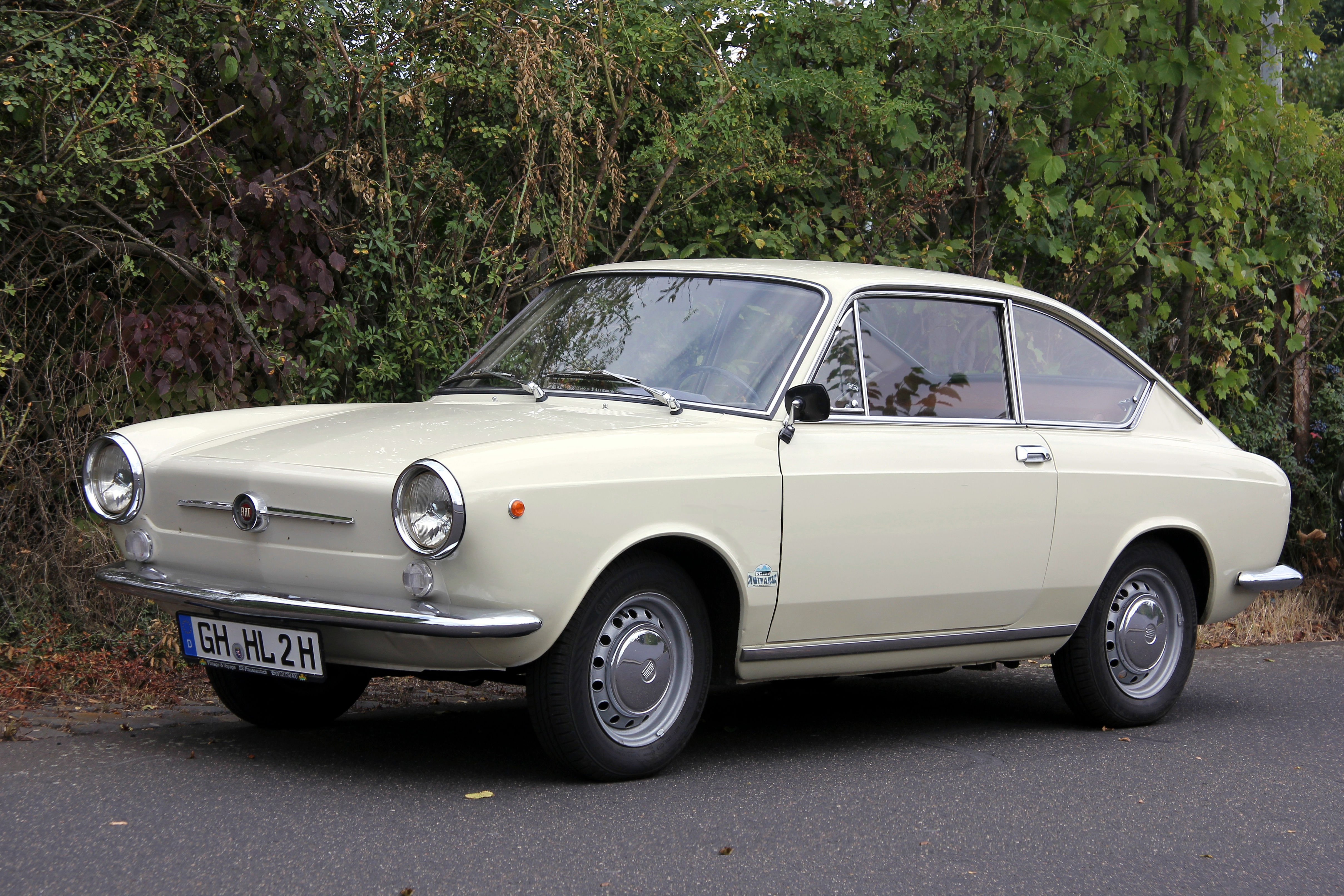
Fiat 850 Coupé (1965–1968)
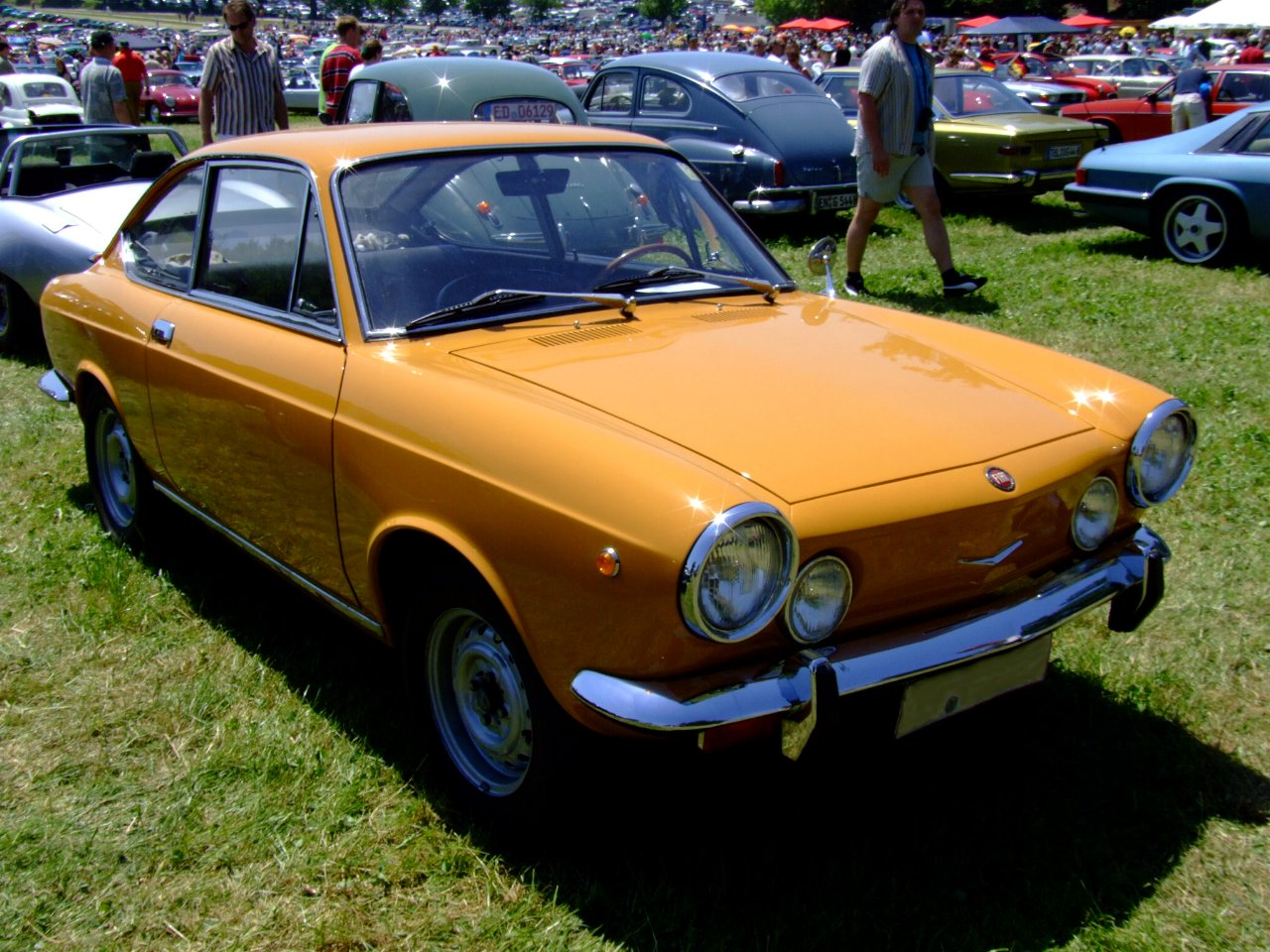
Fiat 850 Sport Coupé (1968–1971)
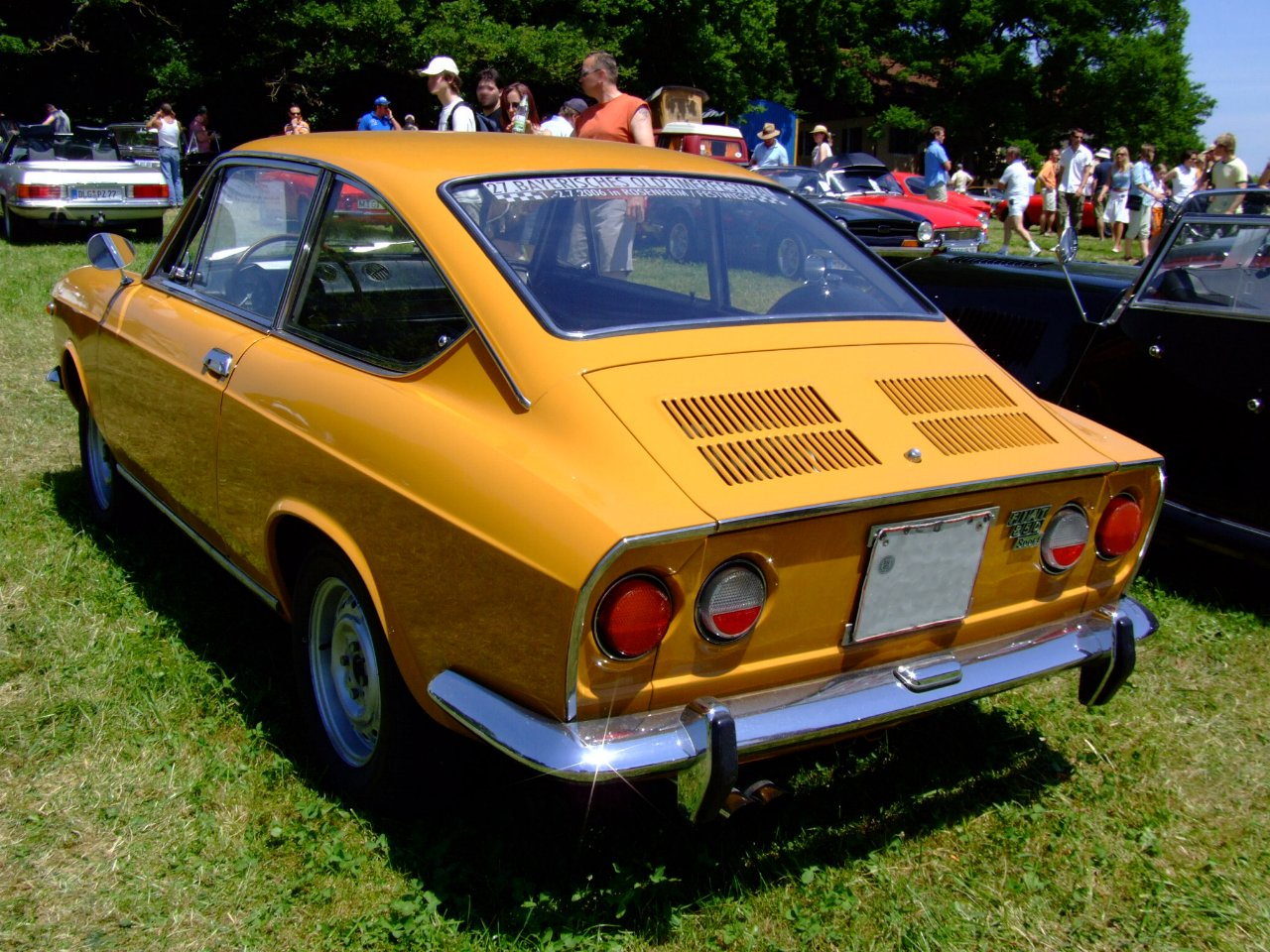
Heckansicht
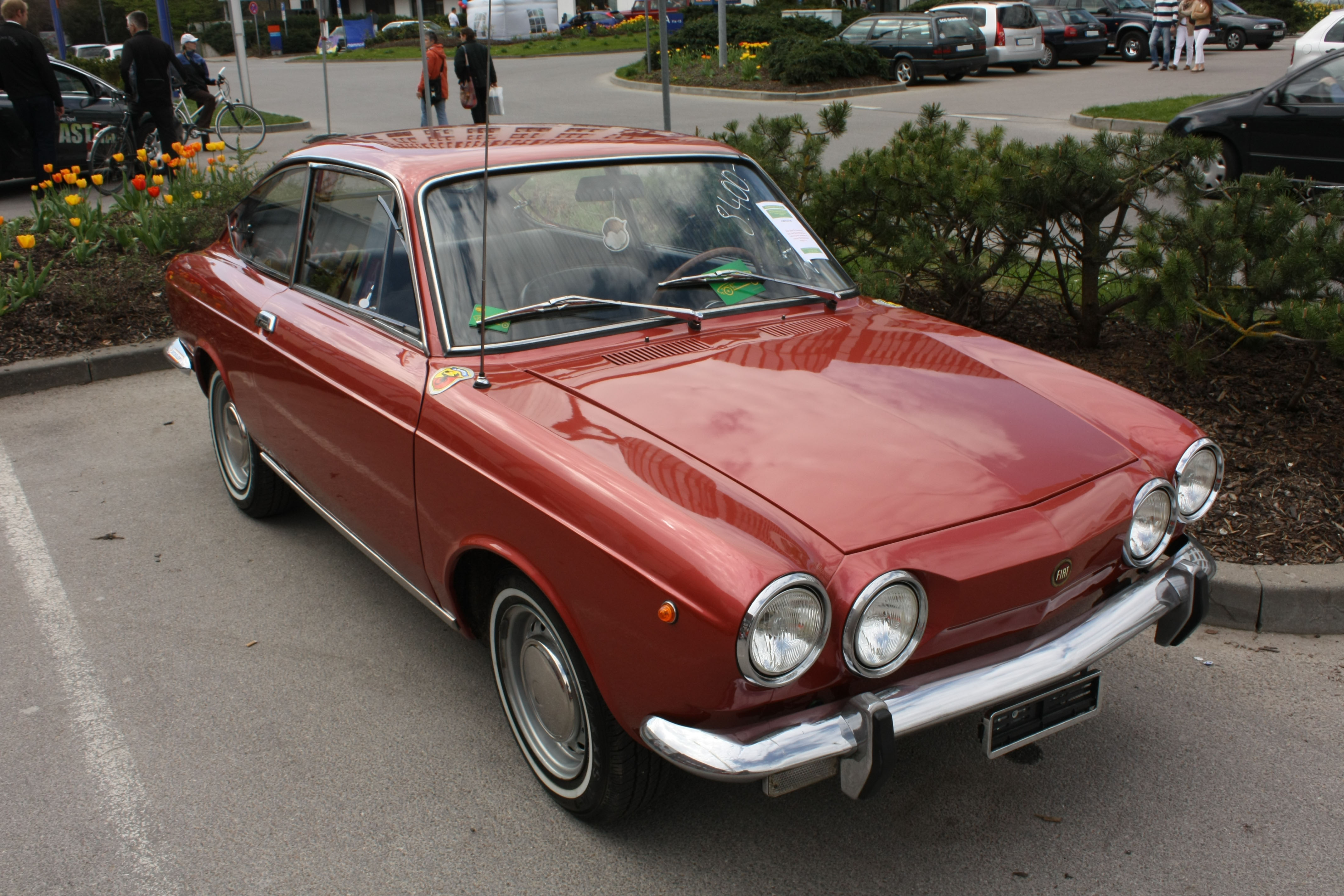
Fiat 850 Sport Coupé (1971–1972)

### Spider
Gleichzeitig mit dem Coupé wurde auch ein sportliches, zweisitziges Cabrio mit der Bezeichnung Spider präsentiert, das vom Designstudio Bertone entworfen und dort auch gebaut wurde. Der Motor leistete 49 PS und beschleunigte den Spider auf bis zu 145 km/h. Wegen einer ungünstiger verlaufenden Drehmomentkurve war die Beschleunigungszeit von 0 auf 80 km/h mit 14 s trotz geringeren Leergewichts identisch mit der des Coupés. Das Faltverdeck aus Stoff konnte vollständig unter einer Heckklappe verstaut werden, ein Hardtop war ebenfalls erhältlich. Fahrwerk und Innenausstattung entsprachen dem Coupé.
Der Spider wurde gleichzeitig mit dem Coupé technisch weiter entwickelt. Im März 1968 wurde er mit einem größeren und stärkeren Motor zum Sport Spider. Er erhielt senkrecht stehende Scheinwerfer. Die vordere Stoßstange wurde höhergesetzt, alle Stoßstangen erhielten Hörnchen. Auch das Heckblech wurde geändert (lackiert statt poliertem Aluminium), eine Vielzahl kleinerer Änderungen waren eher technischer Natur. Die Höchstgeschwindigkeit betrug 152 km/h.
Die US-Versionen des Spider unterschieden sich vor allem durch zusätzliche Bügel an den Stoßstangen, eingeformte Kopfstützen an den Sitzen, Rückfahrscheinwerfer und eine elektrisch gesteuerte Abgasrückführung von den europäischen Modellen.

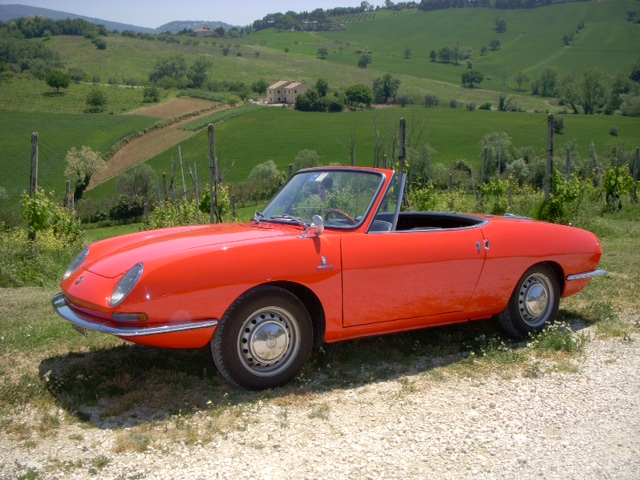
Fiat 850 Spider (1965–1968) erste Version mit verkleideten Scheinwerfern
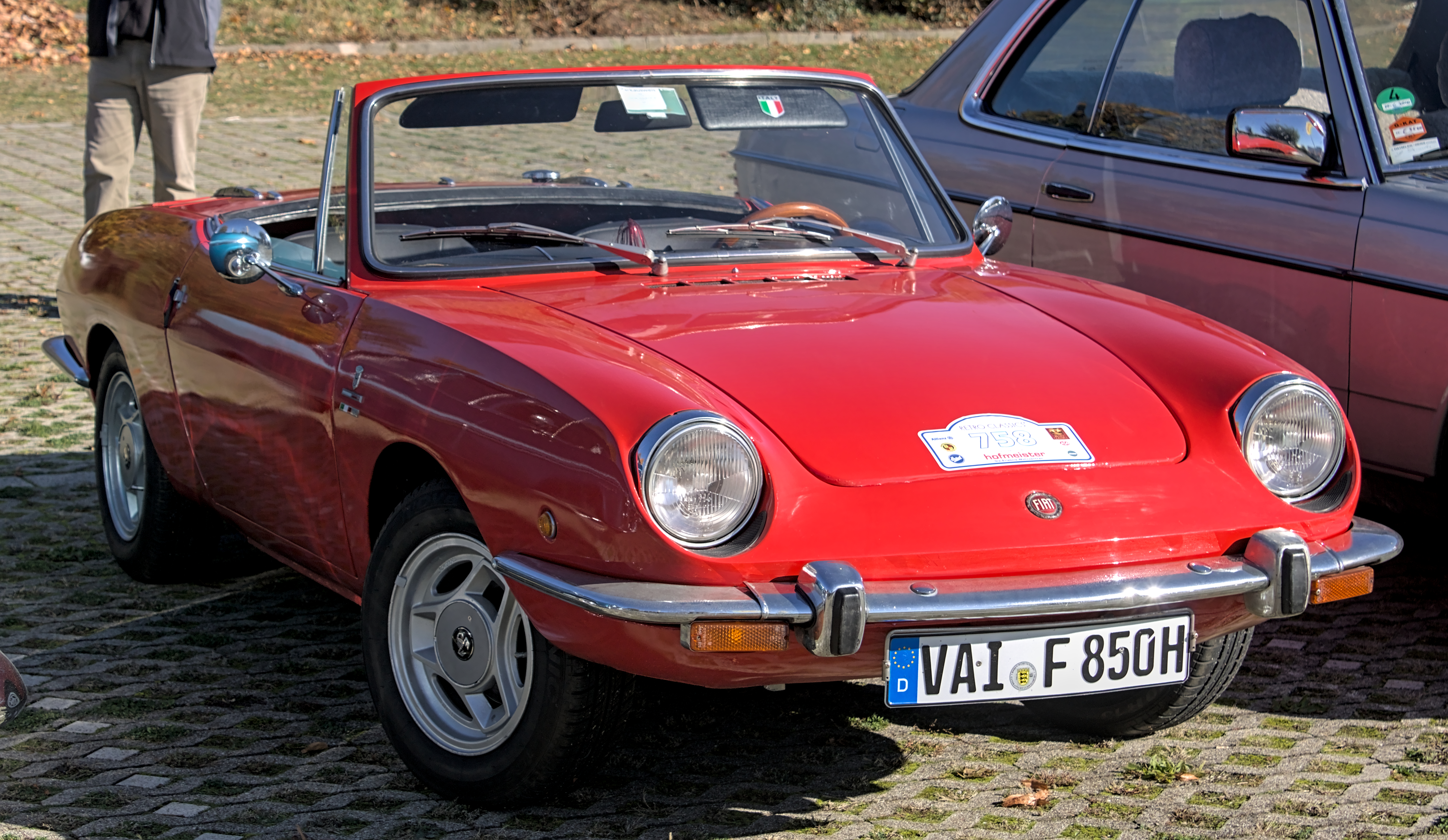
Fiat 850 Spider (1968–1973)
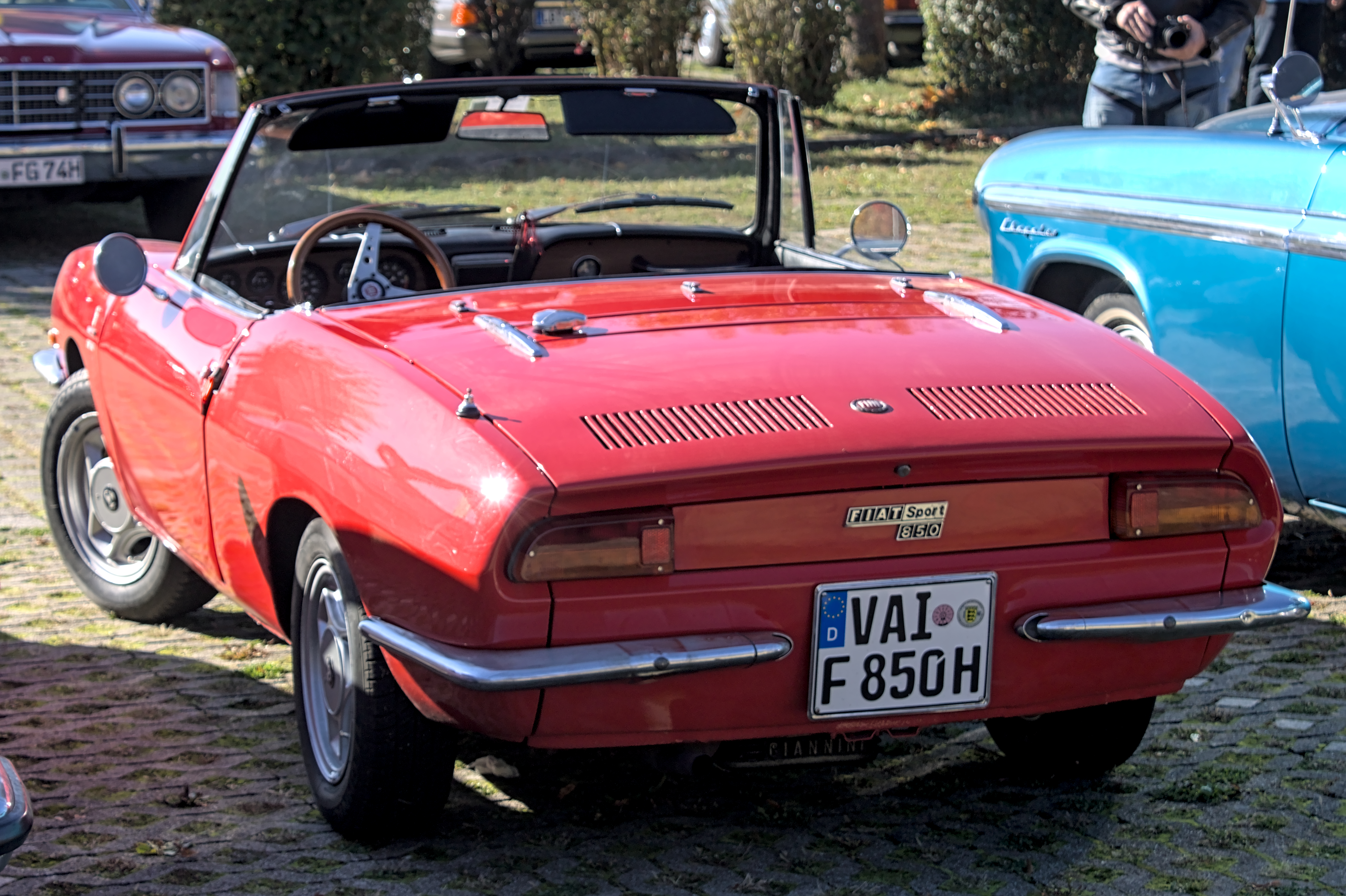
Heckansicht

### 850 T
Der Mitte 1964 vorgestellte und ab 1965 produzierte Fiat 850 T war ein Mini-Transporter, der den Fiat 600 Multipla ablöste. Ihn gab es als Lieferwagen Furgonetta oder Kleinbus, der auch in einer Luxusausführung Familiare mit Doppelscheinwerfern angeboten wurde. Der Motor war zunächst vom Fiat 850 N übernommen worden. Ab 1971 wurde der 0,9-l-Motor des 850 Spider bzw. Fiat 127 verwendet, wobei die Leistung auf 25 kW gedrosselt wurde. Die Modellbezeichnung änderte sich jedoch erst einige Jahre später in Fiat 900.
Auf Basis des 850 T wurde ein sechssitziger Besucherbus von Bertone 1975 auf der Industrial Vehicle Show in Turin vorgestellt. In kleinen Stückzahlen gefertigt, kam er hauptsächlich bei Werksführungen zum Einsatz.

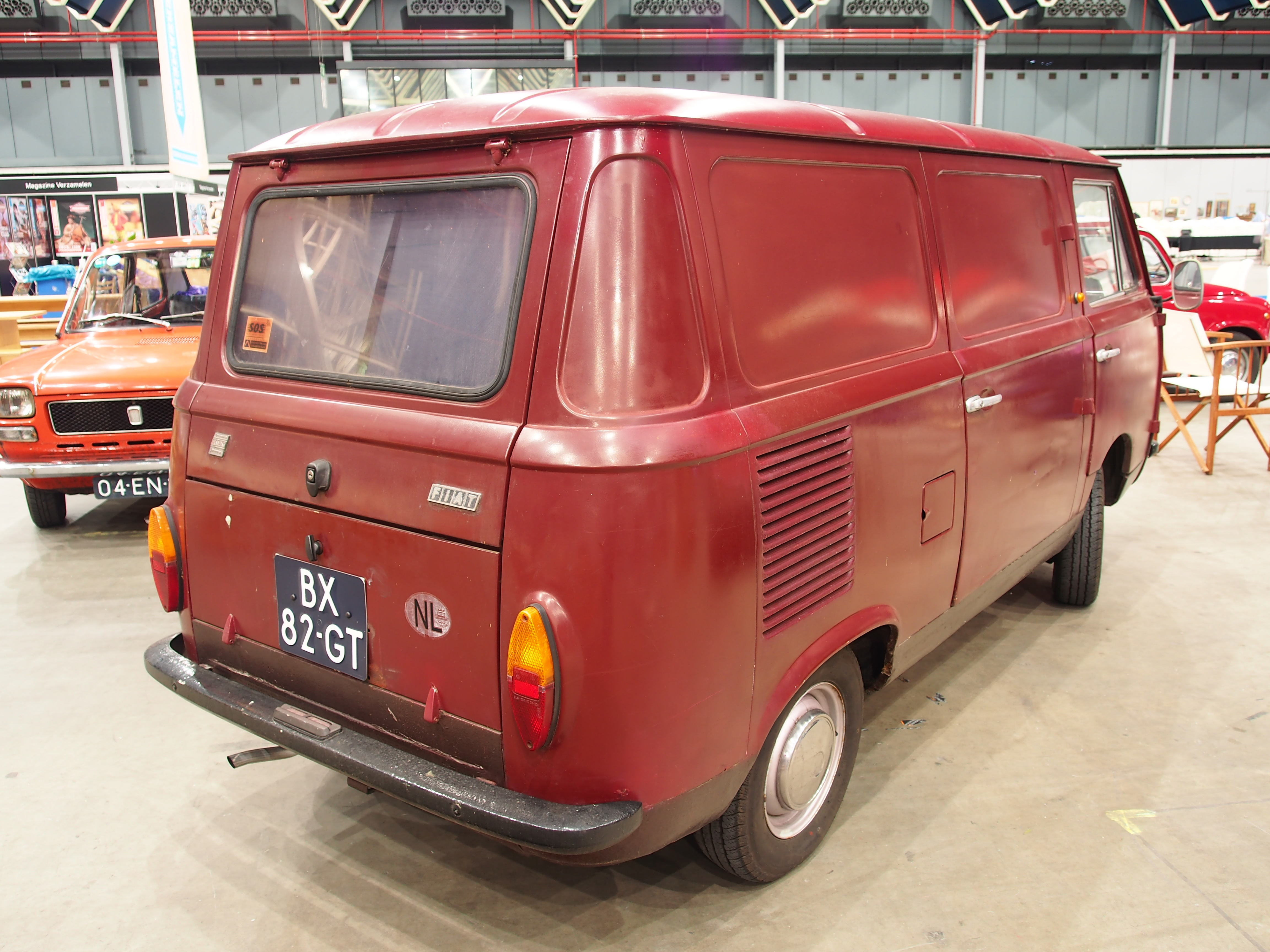
Fiat 850 T Kastenwagen
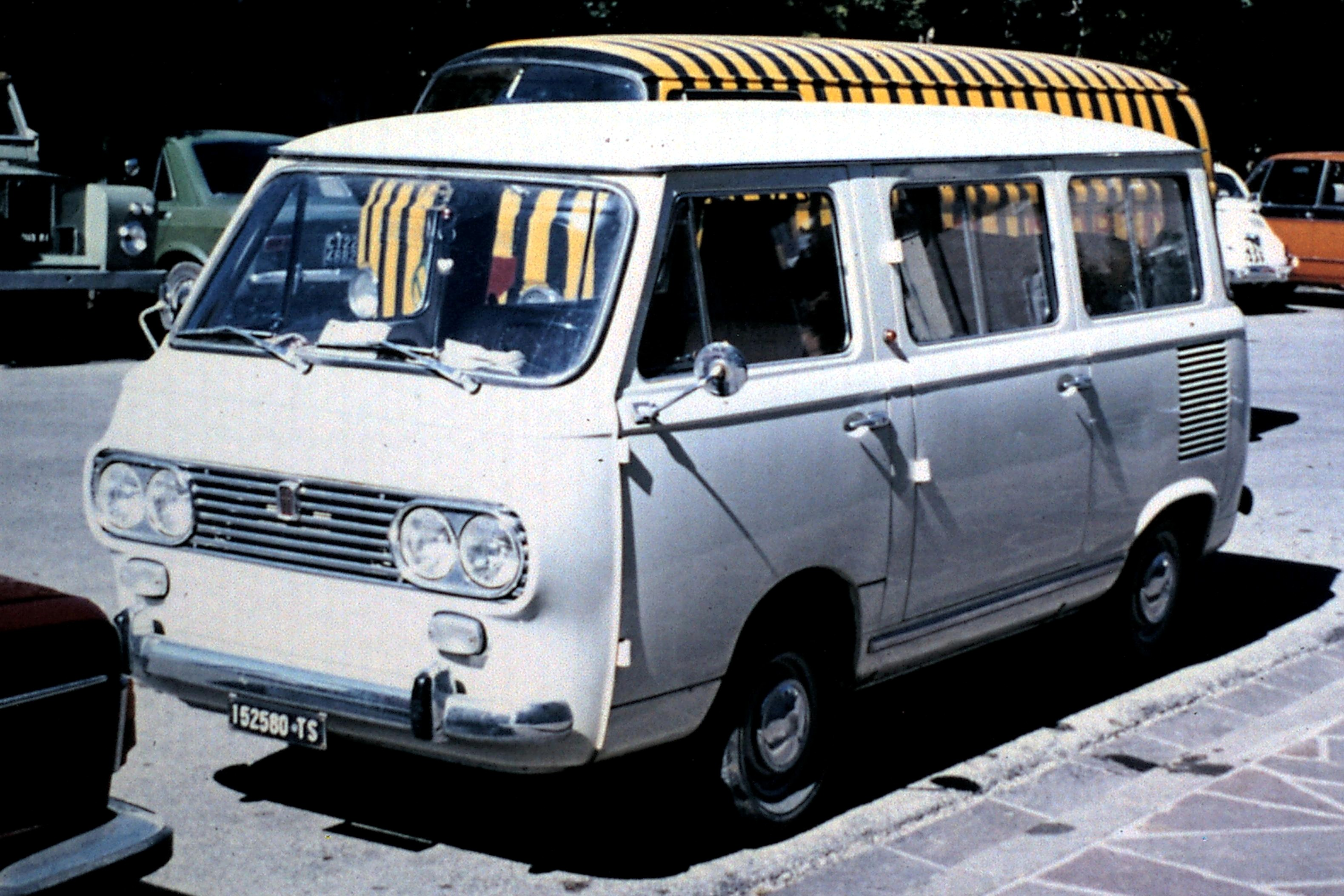
Fiat 850 T Familiare von 1973
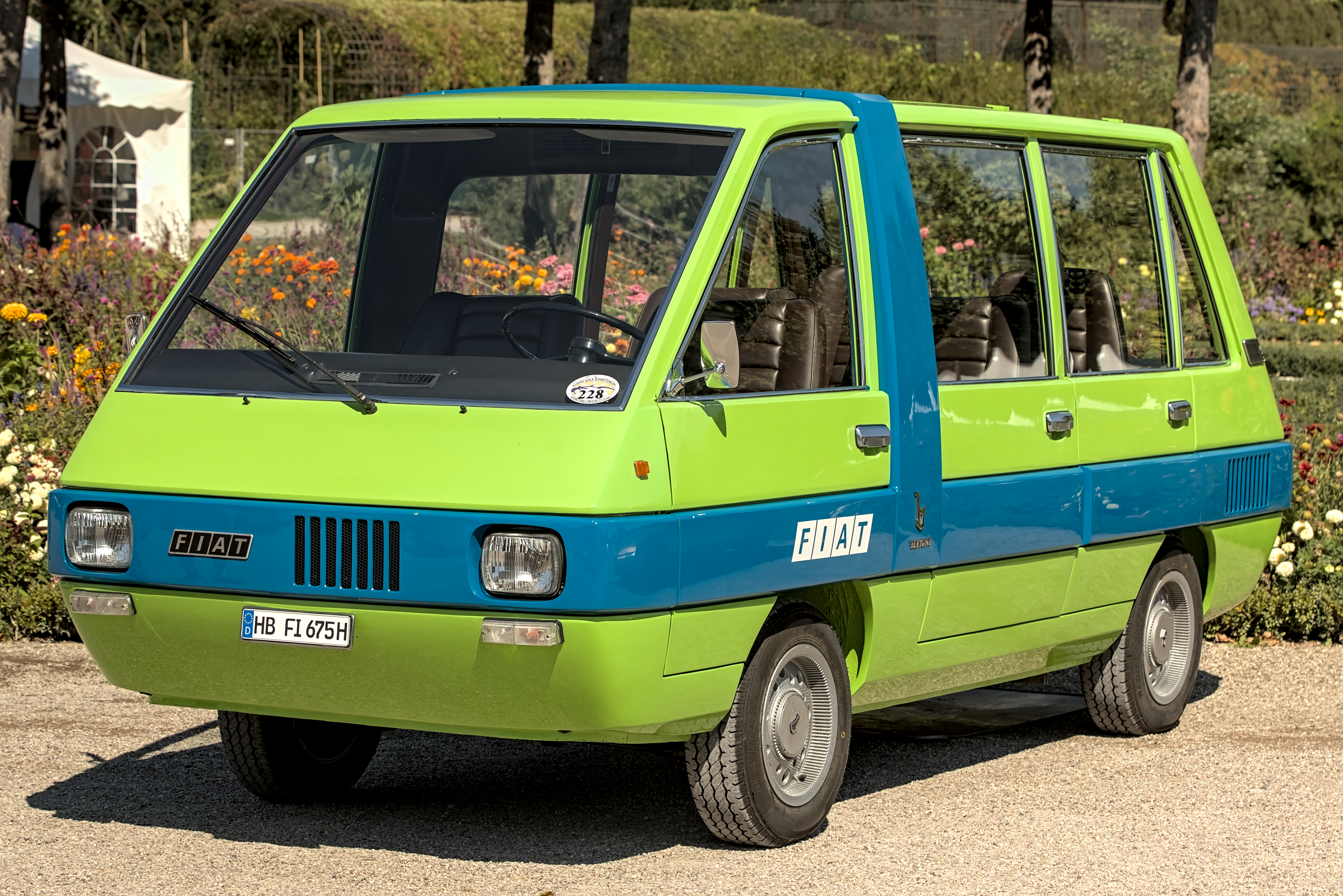
Fiat 850 Visitor-Bus by Bertone von 1975

### Sonderaufbauten
Zahlreiche italienische Karosseriewerke zogen den Fiat 850 als Grundlage für eigene sportliche oder elegante Sonderversionen heran.
Zu ihnen gehörte die Turiner Carrozzeria Ellena, die einen kompakten Spider mit abfallender Frontpartie und Scheinwerfern hinter einer Glasabdeckung konstruierte. Auch Allemano schuf einzelne Sonderversionen auf der Basis des Fiat 850. Carrozzeria Vignale produzierte den Fiat 850 Vignale in etwa 70 Exemplaren als Coupé und Cabriolet; der Entwurf dieser Aufbauten ging auf Giovanni Michelotti zurück. Ebenfalls ein Michelotti-Entwurf ist der 1968 vorgestellte Michelotti Shellette, der das Konzept des Strandautos, das Ghia zehn Jahre zuvor mit dem Fiat 500 und 600 Jolly bekannt gemacht hatte, aufgriff und mit zeitgenössischen Linien aktualisierte. Der Shellette basierte auf dem Fiat 850 Spider. Er war eines der wenigen Autos, die Michelotti unter eigener Marke bauen und vertreiben ließ.
Ein flacher Zweisitzer ist der Fiat Lombardi Grand Prix 850, der von Francis Lombardi gestaltet wurde und vom 850 Coupé abgeleitet war. Er wurde außer in einer Version mit 850 cm³ auch als Abarth Scorpione mit 1280 cm³ Hubraum gebaut. Nahezu baugleich kam das Auto schließlich auch als Otas auf den Markt.

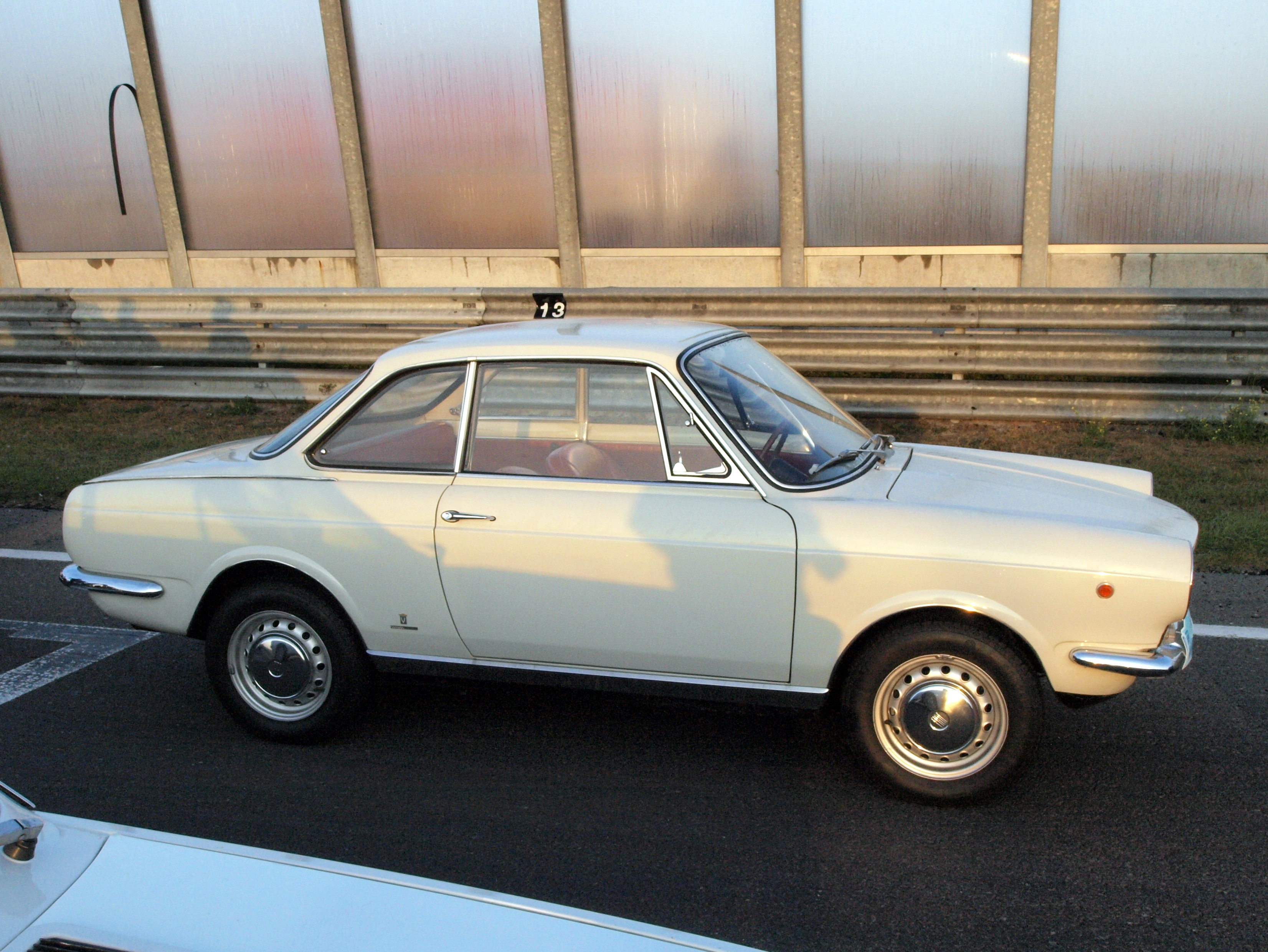
Fiat 850 Vignale
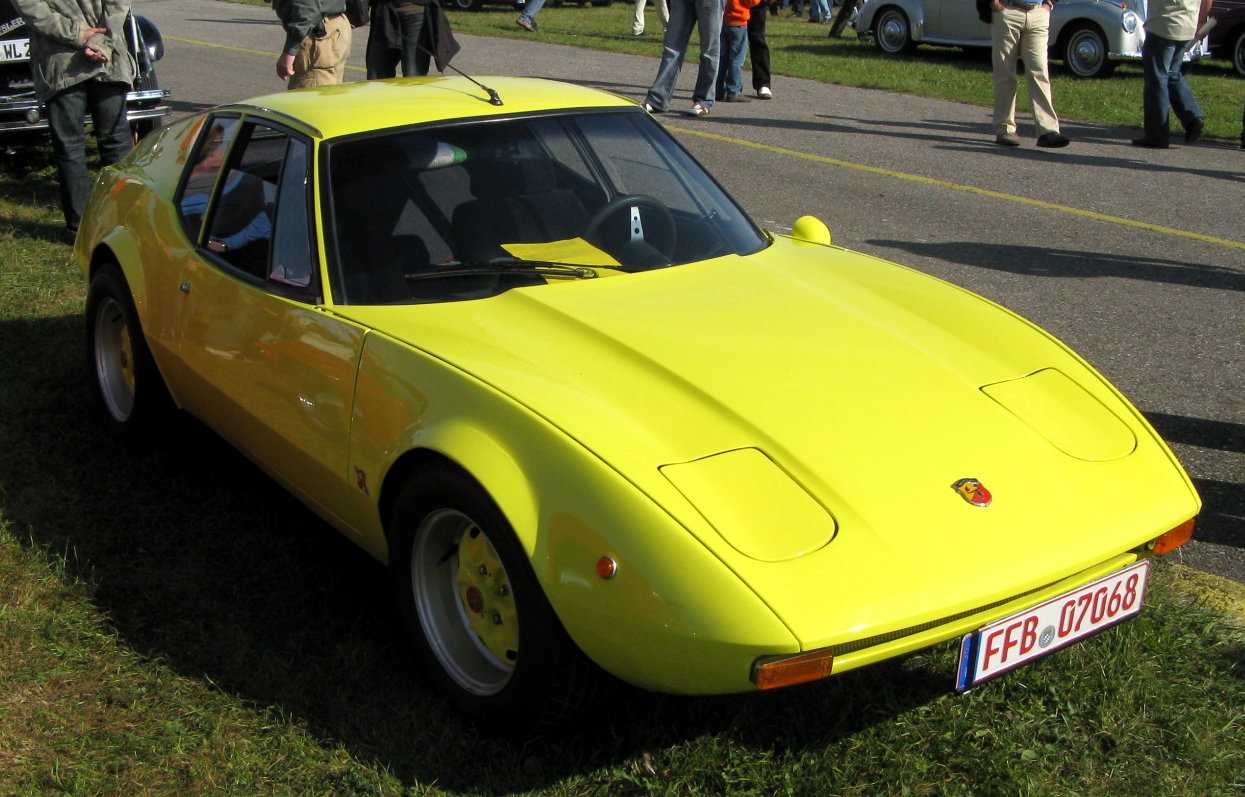
Lombardi Grand Prix (Front)
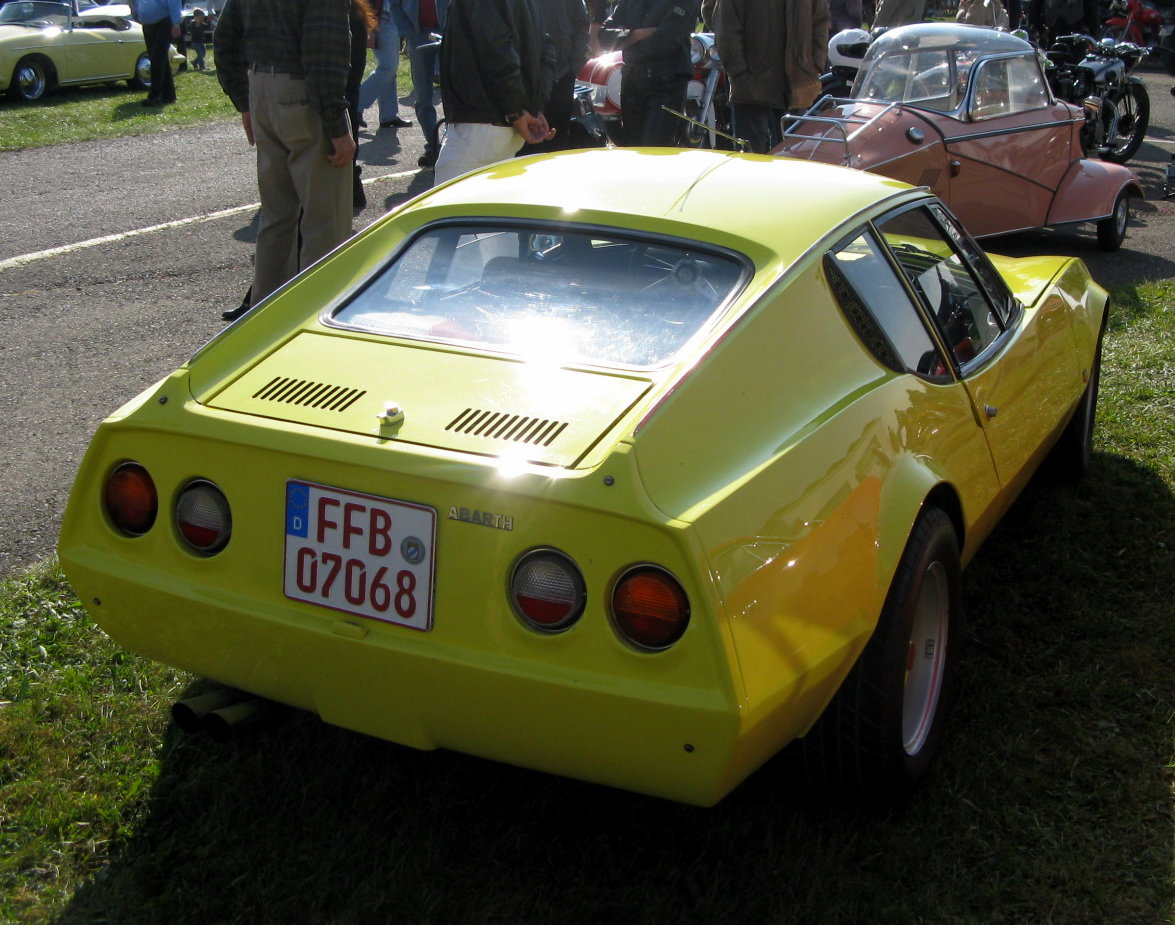
Lombardi Grand Prix (Heck)
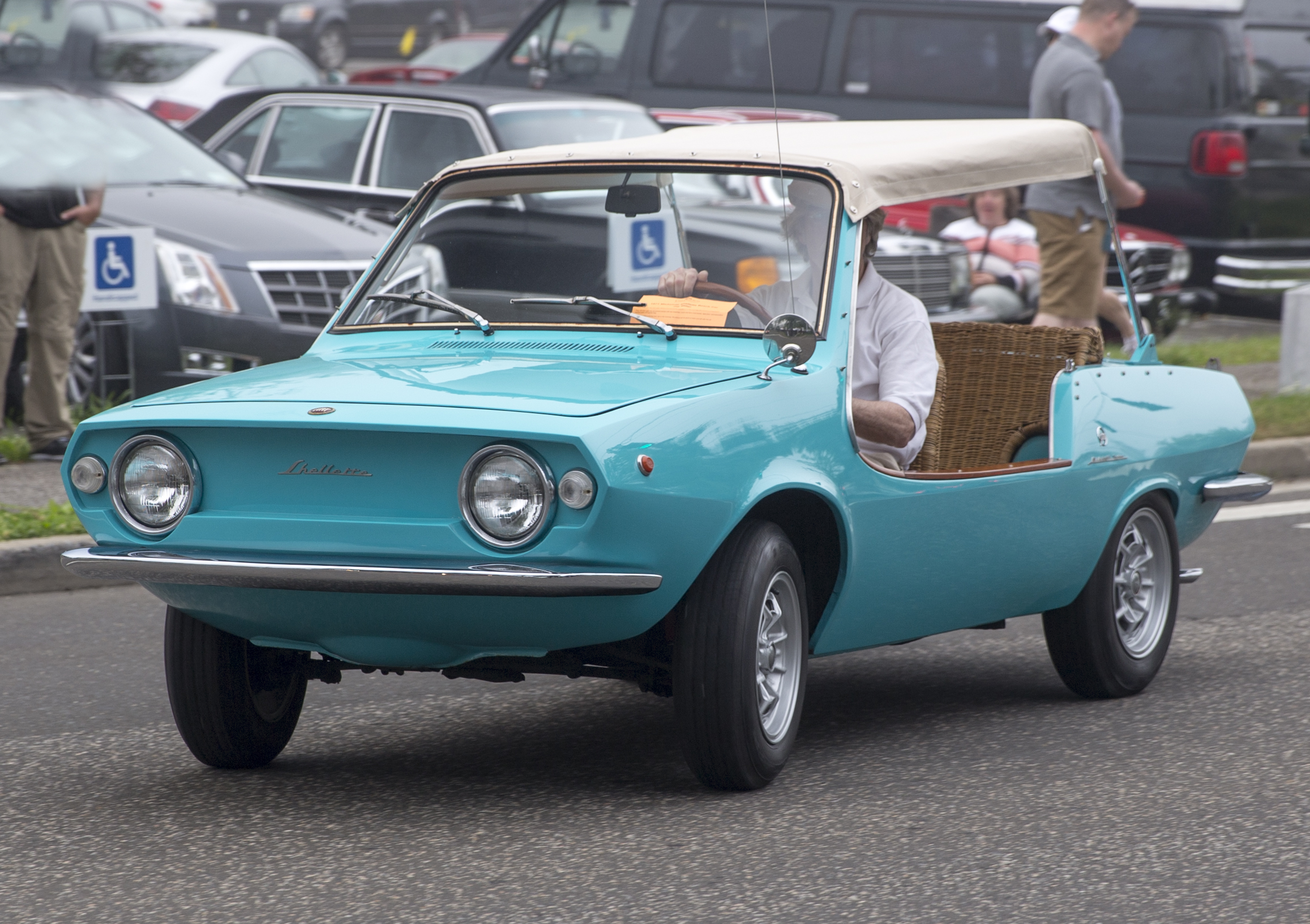
Michelotti Shellette (1968)

## Produktion
Die Produktion des 850 wurde schrittweise eingestellt:
Zunächst nahm Fiat Mitte 1972 das Coupé aus dem Programm. Danach folgten gegen Mitte 1973 die Limousine (in Italien) und der Spider. Wenn man alle Varianten zusammenzählt, wurden demnach fast 2,3 Millionen Exemplare weltweit verkauft. Allerdings vertrieb Bertone ein spezielles 850 Sport Coupé mit der Grundform des 850 Sport Spider als „Bertone Racer“ bis 1974 in eigener Regie weiter. In Spanien baute Seat den 850 noch bis 1974 weiter.
Als Nachfolger für die Limousine kam bereits im Frühjahr 1971 der Fiat 127 auf den Markt, während es für das Coupé eigentlich keinen Ersatz gab, denn das Fiat 128 Coupé war wesentlich größer und teurer. Der Spider wurde ab Herbst 1972 modellpolitisch durch den andersartigen Fiat X1/9 mit Mittelmotor ersetzt. Durch das feste Targadach war er aber auch für das 850 Coupé eine mögliche Alternative.

### Spanische Versionen
In Spanien stellte Seat von 1966 bis 1974 alle Varianten des Fiat 850 unter der Bezeichnung Seat 850 her. Zusätzlich zum italienischen Programm gab es auch zwei Limousinenversionen mit vier Türen (Seat 850 „4 Puertas Normal“ / „Largo“), die auf einer Konstruktion des italienischen Karosserieherstellers Francis Lombardi beruhten.
Gegen Ende der Produktionszeit des Seat 850 wurde in Spanien der Seat 133 entwickelt, der eine Karosserie im Stil des kleinen 126 Bambino auf der Plattform des Fiat 850 hatte. Er wurde kurzzeitig auch in Deutschland als Fiat 133 angeboten.

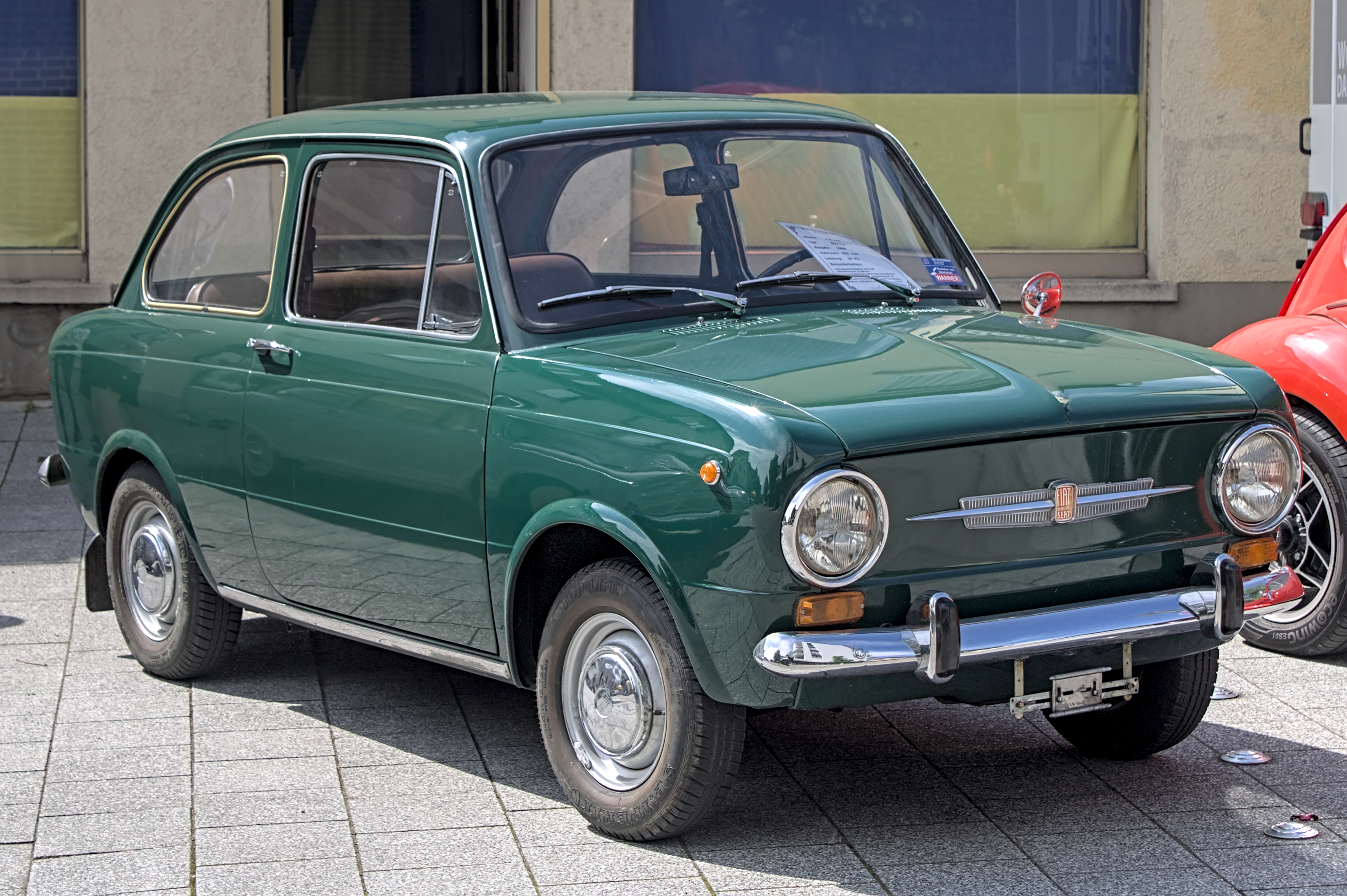
Seat 850
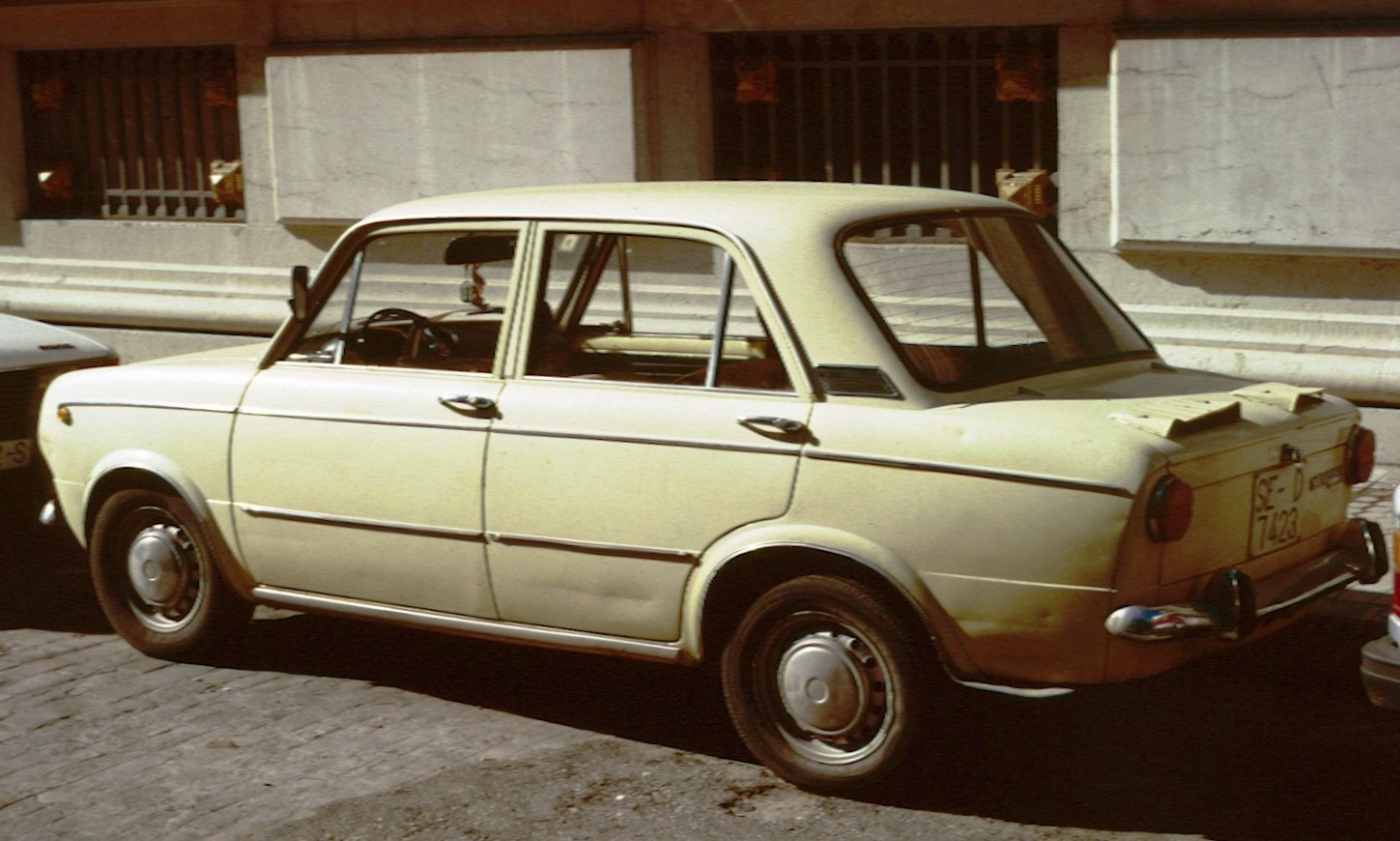
Seat 850 „4 Puertas“

## Technische Daten
| Technische Daten Fiat 850                   | Technische Daten Fiat 850                                                                                           | Technische Daten Fiat 850                                                                                           | Technische Daten Fiat 850                                                                                           | Technische Daten Fiat 850                                                                                           | Technische Daten Fiat 850                                                                                           | Technische Daten Fiat 850                                                                                           | Technische Daten Fiat 850                                                                                           |
| Fiat 850:                                   | Normal | Super | Special | Coupé | Barchetta/Spider | Sport Coupé 903 cm³                                                                                                 | Sport&Spider 903 cm³                                                                                                |
| ------------------------------------------- | --- | --- | --- | --- | --- | --- | --- |
| Motor:                                      | 4-Zylinder-Reihenmotor (Viertakt)                                                                                   | 4-Zylinder-Reihenmotor (Viertakt)                                                                                   | 4-Zylinder-Reihenmotor (Viertakt)                                                                                   | 4-Zylinder-Reihenmotor (Viertakt)                                                                                   | 4-Zylinder-Reihenmotor (Viertakt)                                                                                   | 4-Zylinder-Reihenmotor (Viertakt)                                                                                   | 4-Zylinder-Reihenmotor (Viertakt)                                                                                   |
| Hubraum:                                    | 843 cm³ | 843 cm³ | 843 cm³ | 843 cm³ | 843 cm³ | 903 cm³ | 903 cm³ |
| Bohrung × Hub:                              | 65 × 63,5 mm | 65 × 63,5 mm | 65 × 63,5 mm | 65 × 63,5 mm | 65 × 63,5 mm | 65 × 68 mm | 65 × 68 mm |
| Leistung bei 1/min:                         | 25 kW (34 PS) bei 5300                                                                                              | 27 kW (37 PS) bei 5300                                                                                              | 35 kW (47 PS) bei 6200                                                                                              | 35 kW (47 PS) bei 6200                                                                                              | 36 kW (49 PS) bei 6200                                                                                              | 38 kW (52 PS) bei 6500                                                                                              | 38 kW (52 PS) bei 6500                                                                                              |
| Max. Drehmoment bei 1/min:                  | 56 Nm bei 3200 | 57 Nm bei 3400 | 61–63 Nm bei 3600                                                                                                   | 61–63 Nm bei 3600                                                                                                   | 61–63 Nm bei 3600                                                                                                   | 68 Nm bei 4000 | 68 Nm bei 4000 |
| Verdichtung:                                | 8,1:1 | 8,8:1 | 9,3:1 | 9,3:1 | 9,3:1 | 9,5:1 | 9,5:1 |
| Gemischaufbereitung:                        | 1 Fallstromvergaser Weber 30 ICF                                                                                    | 1 Fallstromvergaser Weber 30 ICF                                                                                    | 1 Fallstromvergaser Weber 30 DIC1                                                                                   | 1 Fallstromvergaser Weber 30 DIC1                                                                                   | 1 Fallstromvergaser Weber 30 DIC1                                                                                   | 1 Fallstromvergaser Weber 30 DIC2                                                                                   | 1 Fallstromvergaser Weber 30 DIC2                                                                                   |
| Ventilsteuerung:                            | hängende Ventile, seitliche Nockenwelle, Kette                                                                      | hängende Ventile, seitliche Nockenwelle, Kette                                                                      | hängende Ventile, seitliche Nockenwelle, Kette                                                                      | hängende Ventile, seitliche Nockenwelle, Kette                                                                      | hängende Ventile, seitliche Nockenwelle, Kette                                                                      | hängende Ventile, seitliche Nockenwelle, Kette                                                                      | hängende Ventile, seitliche Nockenwelle, Kette                                                                      |
| Kühlung:                                    | Wasserkühlung | Wasserkühlung | Wasserkühlung | Wasserkühlung | Wasserkühlung | Wasserkühlung | Wasserkühlung |
| Getriebe:                                   | 4-Gang-Getriebe, Knüppelschaltung 850 Idroconvert und 850 Special Idroconvert: Viergang-Halbautomatik (Fiat-Ferodo) | 4-Gang-Getriebe, Knüppelschaltung 850 Idroconvert und 850 Special Idroconvert: Viergang-Halbautomatik (Fiat-Ferodo) | 4-Gang-Getriebe, Knüppelschaltung 850 Idroconvert und 850 Special Idroconvert: Viergang-Halbautomatik (Fiat-Ferodo) | 4-Gang-Getriebe, Knüppelschaltung 850 Idroconvert und 850 Special Idroconvert: Viergang-Halbautomatik (Fiat-Ferodo) | 4-Gang-Getriebe, Knüppelschaltung 850 Idroconvert und 850 Special Idroconvert: Viergang-Halbautomatik (Fiat-Ferodo) | 4-Gang-Getriebe, Knüppelschaltung 850 Idroconvert und 850 Special Idroconvert: Viergang-Halbautomatik (Fiat-Ferodo) | 4-Gang-Getriebe, Knüppelschaltung 850 Idroconvert und 850 Special Idroconvert: Viergang-Halbautomatik (Fiat-Ferodo) |
| Radaufhängung vorn:                         | Querblattfeder unten, Dreieckslenker oben,                                                                          | Querblattfeder unten, Dreieckslenker oben,                                                                          | Querblattfeder unten, Dreieckslenker oben,                                                                          | Querblattfeder unten, Dreieckslenker oben,                                                                          | Querblattfeder unten, Dreieckslenker oben,                                                                          | Querblattfeder unten, Dreieckslenker oben,                                                                          | Querblattfeder unten, Dreieckslenker oben,                                                                          |
| Radaufhängung hinten:                       | Schräglenkerachse, Schraubenfedern                                                                                  | Schräglenkerachse, Schraubenfedern                                                                                  | Schräglenkerachse, Schraubenfedern                                                                                  | Schräglenkerachse, Schraubenfedern                                                                                  | Schräglenkerachse, Schraubenfedern                                                                                  | Schräglenkerachse, Schraubenfedern                                                                                  | Schräglenkerachse, Schraubenfedern                                                                                  |
| Bremsen:                                    | Vierrad-Trommelbremsen                                                                                              | Vierrad-Trommelbremsen                                                                                              | Scheibenbremsen vorne, Trommeln hinten                                                                              | Scheibenbremsen vorne, Trommeln hinten                                                                              | Scheibenbremsen vorne, Trommeln hinten                                                                              | Scheibenbremsen vorne, Trommeln hinten                                                                              | Scheibenbremsen vorne, Trommeln hinten                                                                              |
| Lenkung:                                    | Schneckenlenkung | Schneckenlenkung | Schneckenlenkung | Schneckenlenkung | Schneckenlenkung | Schneckenlenkung | Schneckenlenkung |
| Karosserie:                                 | Stahlblech, selbsttragend                                                                                           | Stahlblech, selbsttragend                                                                                           | Stahlblech, selbsttragend                                                                                           | Stahlblech, selbsttragend                                                                                           | Stahlblech, selbsttragend                                                                                           | Stahlblech, selbsttragend                                                                                           | Stahlblech, selbsttragend                                                                                           |
| Spurweite vorn/hinten:                      | 1150/1210 mm | 1150/1210 mm | 1150/1210 mm | 1170/1220 mm | 1170/1220 mm | 1170/1220 mm | 1170/1220 mm |
| Radstand:                                   | 2030 mm | 2030 mm | 2030 mm | 2030 mm | 2030 mm | 2030 mm | 2030 mm |
| Abmessungen:                                | 3575 × 1425 × 1385 mm                                                                                               | 3575 × 1425 × 1385 mm                                                                                               | 3575 × 1425 × 1385 mm                                                                                               | Coupé: 3650 × 1500 × 1300 mm Spider: 3820 × 1500 × 1220 mm                                                          | Coupé: 3650 × 1500 × 1300 mm Spider: 3820 × 1500 × 1220 mm                                                          | Coupé: 3650 × 1500 × 1300 mm Spider: 3820 × 1500 × 1220 mm                                                          | Coupé: 3650 × 1500 × 1300 mm Spider: 3820 × 1500 × 1220 mm                                                          |
| Leergewicht:                                | 670 kg | 670 kg | 690 kg | 720–725 kg | 720–725 kg | 745 kg | 745 kg |
| Höchstgeschwindigkeit:                      | 120 km/h | 126 km/h | 135 km/h | 135+ km/h | 145 km/h | 145+ km/h | 150 km/h |
| 0–100 km/h:                                 | nicht angegeben | nicht angegeben | nicht angegeben | nicht angegeben | nicht angegeben | nicht angegeben | nicht angegeben |
| Verbrauch (Liter/100 Kilometer, CUNA-Norm): | 6,3 N | 6,0 S | 7,1 S | 7,0 S | 7,1 S | 7,0 S | 7,1 S |